# Elkhovsky (huyện)
Huyện Elkhovsky (tiếng Nga: ? райо́н) là một huyện hành chính tự quản (raion), của Tỉnh Samara, Nga. Huyện có diện tích 1153 km², dân số thời điểm ngày 1 tháng 1 năm 2000 là 10900 người. Trung tâm của huyện đóng ở Elkhovka.